# Uromastyx princeps
Uromastyx princeps là một loài thằn lằn trong họ Agamidae. Loài này được O’Shaughnessy mô tả khoa học đầu tiên năm 1880.